# Thaisa Storchi Bergmann
Thaisa Storchi Bergmann (19 de diciembre de 1955, Caxias do Sul, Brasil) es una astrónoma brasileña.
Profesora asociada del Departamento de Astronomía del Instituto de Física de la Universidad Federal de Río Grande del Sur (UFRGS), y miembro del Comité de Vigilancia de AURA (Asociación de Universidades para la Investigación en Astronomía) para el Observatorio Gemini. Proporciona asesoramiento científico al Laboratorio Nacional de Astrofísica, FAPESP, CAPES, CNPq, y a las diversas publicaciones científicas internacionales en el área de la astrofísica.
Es miembro de la Academia Brasileña de Ciencias desde 2009.

## Formación
Se graduó en física (bachillerato) en la UFRGS (1977). Obtuvo una maestría en física de la Universidad Pontificia Católica de Río de Janeiro (1980) y un doctorado en física en la UFRGS (1987), siendo orientada por la astrónoma Miriani Griselda Pastoriza. Llevó a cabo investigaciones sobre la formación posdoctoral en la Universidad de Maryland (1991) y el Instituto de Ciencia del Telescopio Espacial en la Universidad Johns Hopkins (Homewood campus), (1991, 1994). También fue profesora visitante en el Instituto de Tecnología de Rochester en Rochester (Nueva York) (2005).

## Investigación científica
La investigadora ha hecho varias contribuciones en el campo de la astronomía extragaláctica, particularmente en el estudio de la actividad nuclear en las galaxias. Storchi Bergmann ha estudiado el fenómeno de la actividad nuclear en las galaxias y su relación con las propiedades de la galaxia huésped mediante observaciones astronómicas en escalas de diferentes tamaños:
- desde aproximadamente los 100 radios de Schwarzschild a los 1000, una región correspondiente al disco de acrecimiento alrededor del agujero negro central supermasivo;[2]
- entre decenas y cientos de pársecs, región de la galaxia donde se puede experimentar una amplia gama de fenómenos físicos complicados relacionados con la presencia de estrellas y el gas ionizado que ahora sirve como combustible para el agujero negro central, y que se expulsa a través de "vientos" y chorros relativistas (a través de mecanismos que todavía no son bien entendidos) (por ejemplo, Peterson 1997).

## Honores
En 2004, fue incluida por la revista Veja en el grupo de los doce investigadores brasileños más citados en publicaciones internacionales (1674 citaciones en el momento y más de 3000 actualmente en la base de datos Astrophysics Data System).
En ese mismo año, la investigadora presidió la organización del 222.º Simposio de la Unión Astronómica Internacional, uno de los principales congresos mundiales sobre las galaxias activas, en la ciudad de Gramado.
En 2006, fue nominada para el premio de la revista Claudia (Abril Cultural) en el área de ciencias en 2006. En junio de 2007, fue incluida en el libro Mulheres do Brasil, publicado por Dow Chemical Company, y, en junio de 2009, en el libro Vidas a Descobrir - Mulheres Cientistas do Mundo Lusófono, de la Associação Viver a Ciência, de Portugal.
En 2015, ganó el Premio L’Oréal-Unesco Internacional para Mujeres en la Ciencia por su contribución a la ciencia en general y, en particular, por su contribución a la comprensión de cómo se forman los agujeros negro en el centro de las galaxias y cómo evolucionan.